# 단항식
수학에서 단항식(單項式, monomial)은 수나 문자의 곱으로 이루어진 식으로, 다항식 중에서 한 개의 항으로만 이루어진 식이다. 그 하나의 항은 계수와 변수, 그리고 변수가 거듭제곱된 지수로 이루어진다. 5, 2x, 3xy2은 단항식의 예이다. 다항식은 종종 여러 개의 단항식의 합으로 생각되나, 다항식이라는 큰 개념 속에 단항식이 포함되어 있는 것으로, 다항식 중에서도 한 묶음으로 이루어진 2x2의 경우 단항식인 다항식으로 정의한다.
결론적으로 다수의 항으로 만든 다항식 중 한 묶음으로 이루어진 경우 단항식으로 취급한다고 할 수 있겠다.
단항식의 차수는 해당 식에서 가장 큰 지수를 지닌 항에서 구해낸다. 3xy2( = 3·x·y·y)의 차수는 가장 큰 지수를 지닌 y2의 2로, 해당식은 2차식이다. 
만약 변수(x,y 등)가 분수의 분모에 들어가 있다면 다항식에 포함되지 않으니, (물론, 다항식이 아니므로 단항식도 아니게 된다.)개념 확립에 주의하기 바란다.

## 같이 보기
- 다중지표